# 티베트마카크
티베트마카크 또는 티베트원숭이, 중국짧은꼬리마카크, 밀른-에드워드마카크(Macaca thibetana)는 긴꼬리원숭이과에 속하는 영장류의 일종이다. 티베트 동부에서부터 동쪽으로 중국 광둥성, 북쪽으로 산시성에서 발견되며, 최근에는 인도 동남부에서도 보고되고 있다.. 이 종은 해발 800 미터에서 2500 미터에 이르는, 아열대 기후 숲(낙엽성 숲과 상록성 숲이 섞인)에서 산다. 티베트마카크는 코털과 함께, 길고 숱이 많은 갈색 털을 지니고 있지만, 얼굴에는 털이 없다. 새끼는 은색과 검은 털을 지니고 있으며, 2살이 되면 어른의 털 색깔로 변한다. 이들의 먹이는 주로 과일이지만, 씨앗과 잎, 베리, 꽃 그리고 무척추동물도 있다. 군집 생활을 하며, 여러 마리의 수컷과 여러 마리의 암컷이 집단을 형성한다. 티베트마카크의 수명은 20년 이상이다.

## 사진

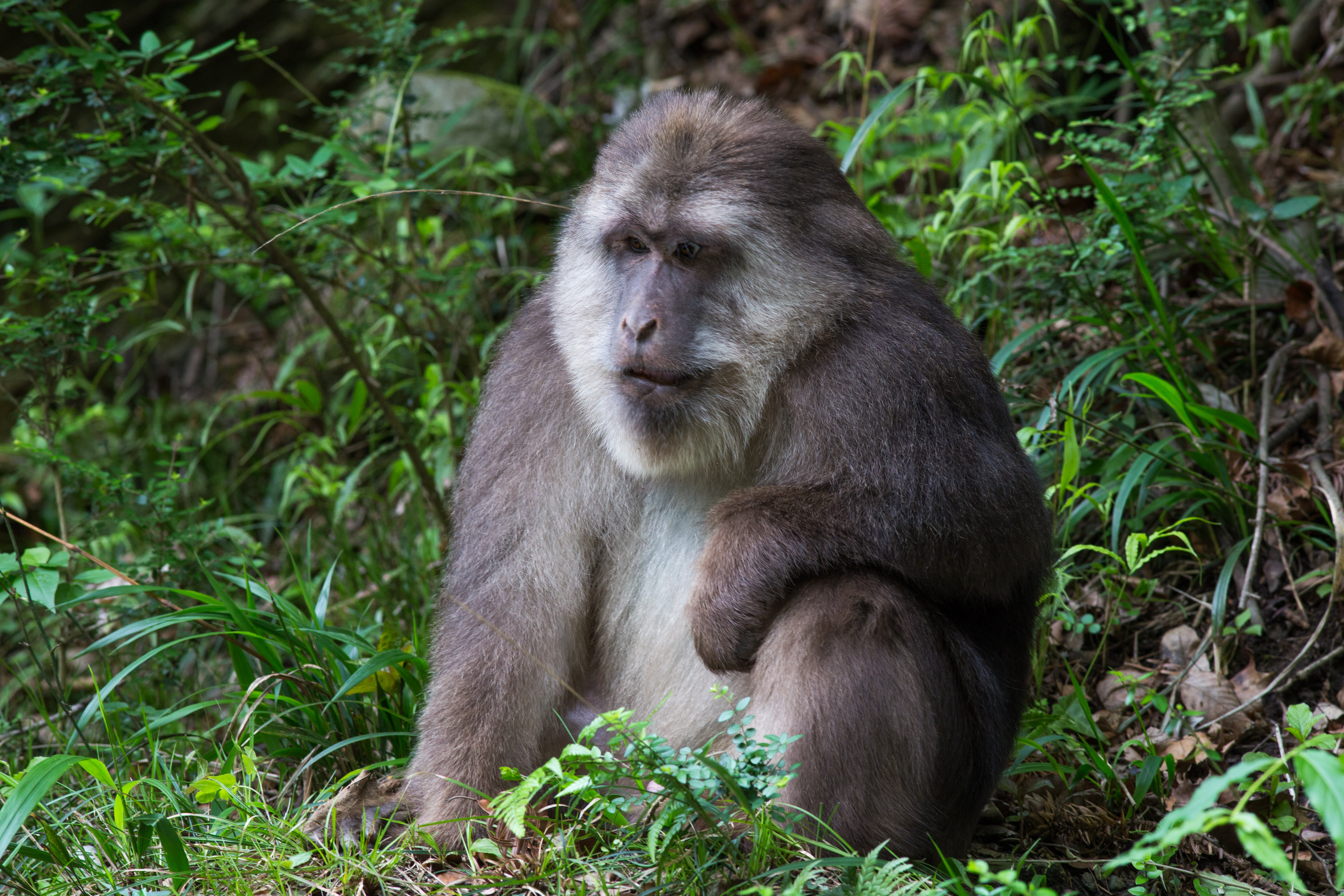
수컷
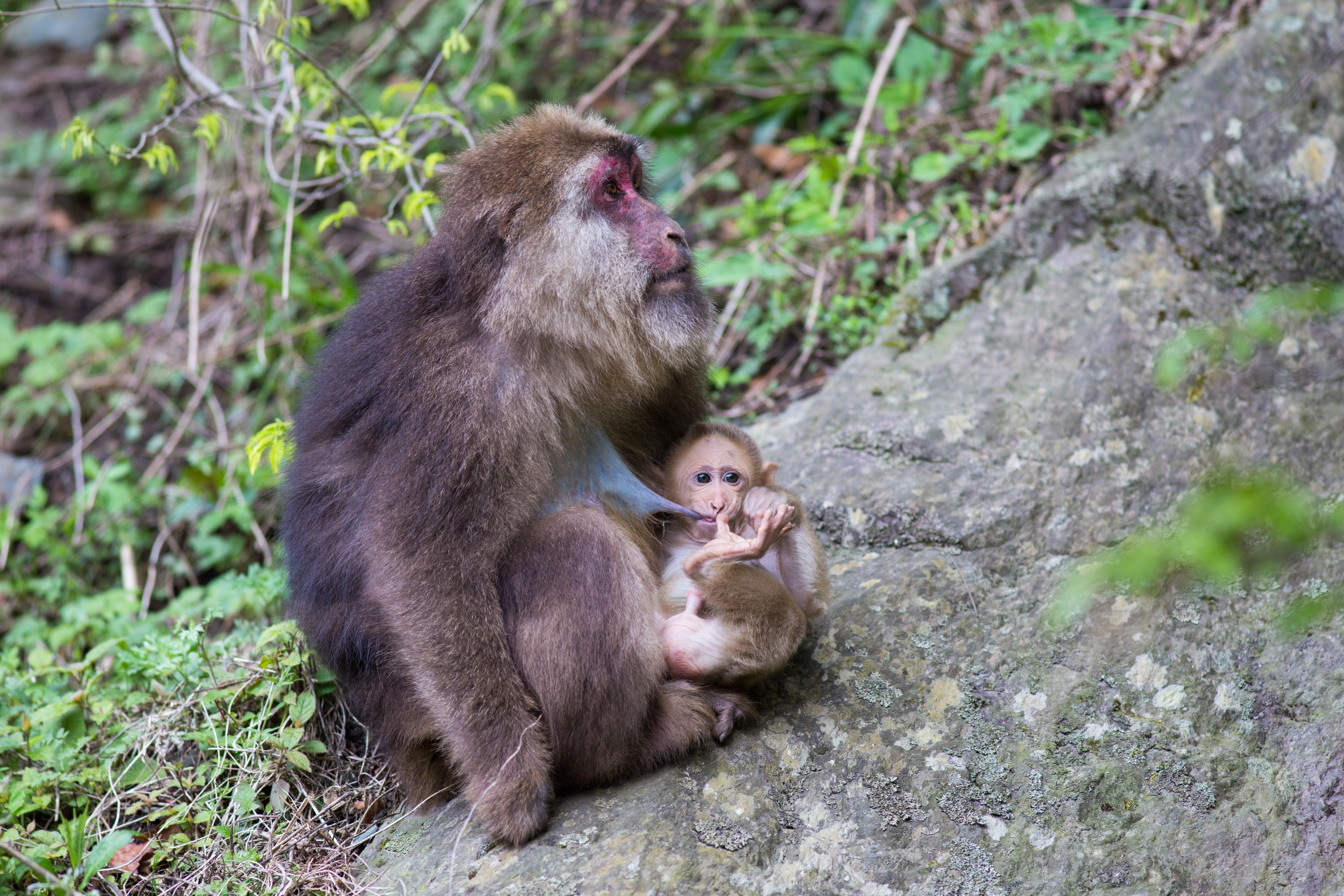
암컷과 아기

이 마카크는 4종의 아종이 인정되고 있다.
- Macaca thibetana thibetana
- Macaca thibetana esau
- Macaca thibetana guiahouensis
- Macaca thibetana huangshanensis